# Kim Soo-hyun (acteur)
Dans ce nom coréen, le nom de famille, Kim, précède le nom personnel.
Pour les articles homonymes, voir Kim Soo-hyun.
 (avril 2025).
Kim Soo-hyun (coréen : 김수현 ; Hanja : 金秀賢 ; né le 16 février 1988) est un acteur sud-coréen. Faisant partie des acteurs les mieux payés de Corée du Sud, il a notamment reçu quatre Baeksang Arts Awards, deux Grand Bell Awards et un Blue Dragon Film Awards. De 2012 à 2016 et en 2021, il est apparu dans la liste Forbes Korea Power Celebrity 40. Il a été sélectionné comme acteur de télévision de l'année par Gallup Korea en 2014 et a été présenté par Forbes (magazine) dans sa liste 30 Under 30 Asia de 2016.
Kim a pris des cours d'art dramatique pendant ses années d'école sur la recommandation de sa mère pour surmonter son introversion. Après quelques pièces de théâtre, il fait ses débuts à la télévision en 2007 dans la sitcom familiale Kimchi Cheese Smile. Il s'est ensuite imposé avec des rôles principaux dans les séries télévisées Dream High (2011), Moon Embracing the Sun (2012), ainsi que dans les films à succès Les Braqueurs (film) (2012) et Eunmilhage widaehage (2013). Son interprétation du roi Lee Hwon dans Moon Embracing the Sun lui a valu le Baeksang Arts Awards du meilleur acteur - télévision.
Kim devient une star de Hallyu en remportant de nouveaux succès dont notamment la comédie romantique fantastique Mon amour venu des étoiles (2013-14), et la série télévisée The Producers (2015), qui lui rapporte trois Daesang (Grand Prix). Après l'échec au box-office de Real (2017), il s'engage pour effectuer son service militaire (obligatoire en Corée du Sud pour les jeunes hommes). Il marque son retour au cinéma avec la comédie romantique It's Okay to Not Be Okay (2020) et le thriller One Ordinary Day (2021).

## Biographie

### Petite enfance et éducation
Né le 16 février 1988, son père, Kim Chung-hoon, était le chanteur du groupe des années 1980 "Seven Dolphins".
Sa mère l'a encouragé à prendre des cours de théâtre pendant sa scolarité pour l'aider à surmonter sa timidité. C'est entre le collège et le lycée que son désir de devenir acteur s'est concrétisé. Il joue pour la première fois dans une pièce de théâtre de Shakespeare Le Songe d'une nuit d'été, interprétant le rôle de Puck. Plus tard, il a joué dans des pièces de théâtre, notamment dans le rôle de Kenickie dans Grease (comédie musicale) et de Hamlet (personnage) dans la tragédie shakespearienne hamlet.
En 2006, Kim a terminé l'école primaire, le collège et le lycée à Gangnam-gu, séoul et a débuté comme acteur de télévision en 2007 après plusieurs auditions. En 2009, il s'inscrit au département cinéma et théâtre de l'Université Chung-Ang.

### 2007-2010: Ses débuts à la télévision
Kim a fait ses débuts à la télévision dans un rôle secondaire dans la sitcom familiale Kimchi Cheese Smile en 2007, et en 2008, il a décroché un rôle principal dans Jungle Fish, un drame jeunesse de KBS acclamé par la critique. Basé sur une histoire vraie, ce drame aborde de manière originale les questions sérieuses de la tricherie à l'école, des normes académiques compétitives et des blogs interactifs. Le drame a remporté un certain nombre de prix, y compris le prix Peabody aux États-Unis.
Au cours de la seconde moitié de l'année, Kim est apparu dans l'émission de variétés Delicious Quiz (également connue sous le nom de The Taste of Life) en tant qu'animateur et dans le court métrage Cherry Blossom.
En 2009, Kim a joué dans le court métrage Worst Friends de Namkoong Sun, qui a remporté le prix du meilleur film Social Drama au Mise-en-scène Short Film Festival, ainsi que dans l'émission spéciale de SBS Father's House, où il a joué aux côtés de l'acteur vétéran Choi Min-soo (en). Il a également coanimé l'émission Boys & Girls Music Countdown de Mnet aux côtés de Han Seung-yeon du célèbre groupe Kara en 2009.
En janvier 2010, KeyEast a signé un contrat d'exclusivité avec Kim, devenant ainsi son agence officielle.
Kim s'est fait connaître grâce à ses rôles mémorables dans Will It Snow for Christmas ? ainsi que dans Giant, qui lui ont valu le prix du meilleur nouvel acteur aux SBS Drama Awards.

## Filmographie

### Dramas
| Année     | Titre                       | Rôle                             | Chaîne       |
| --------- | --------------------------- | -------------------------------- | ------------ |
| 2007      | Kimchi Cheese Smile         | Kim Soo-hyun                     | MBC          |
| 2008      | Jungle Fish                 | Han Jae-ta                       | KBS          |
| 2009      | Seven Years of Love         | Chun-jae                         | OBS          |
| 2009      | Will It Snow for Christmas? | teen Cha Kang-jin                | SBS          |
| 2009      | Father's House              | Kang Jae-il                      | SBS          |
| 2010      | Giant                       | teen Lee Sung-mo                 | SBS          |
| 2011      | Dream High                  | Song Sam-dong                    | KBS          |
| 2012      | Moon Embracing the Sun      | King Lee Hwon                    | MBC          |
| 2012      | Dream High 2                | Song Sam-dong (caméo, épisode 1) | KBS          |
| 2013–2014 | My Love from the Star       | Do Min-joon                      | SBS          |
| 2015      | The Producers               | Baek Seung-chan                  | KBS          |
| 2019      | Hotel del Luna              | Cameo ep 16                      | tvN          |
| 2020      | It's Okay to Not Be Okay    | Moon Gang-tae                    | tvN          |
| 2020      | Crash Landing on You        | Bang Dong-gu (caméo épisode 10)  | tvN          |
| 2021      | One Ordinary Day            | Kim Hyun-Soo                     | Coupang Play |
| 2024      | Queen of Tears              | Baek Hyun-woo                    | tvN          |

### Films
| Année | Titre                          | Rôle                      |
| ----- | ------------------------------ | ------------------------- |
| 2008  | Cherry Blossom (court métrage) | Han Hyun-joon             |
| 2009  | Worst Friends (court métrage)  | Kim Joon-ki               |
| 2012  | The Thieves                    | Zampano                   |
| 2013  | Secretly, Greatly              | Won Ryu-hwan/Bang Dong-gu |
| 2014  | Miss Granny                    | young Mr. Park (caméo)    |
| 2016  | Real                           | Jang Tae-young            |

### Narration
| Année | Titre                                        | Chaîne |
| ----- | -------------------------------------------- | ------ |
| 2013  | Documentaire spécial: Directeur Bong Joon-ho | MBC    |

### Shows TV
| Année | Titre                        | Chaîne     | Rôle   | Notes                                                                              |
| ----- | ---------------------------- | ---------- | ------ | ---------------------------------------------------------------------------------- |
| 2008  | The Taste of Life            | KBS        | Hôte   | avec Hyun Young, Jo Hye-ryun, Jung Ji-young, Kim Shin-young, Boom et Lee Moo-song  |
| 2009  | Boys & Girls Music Countdown | Mnet       | Hôte   | avec Han Seung-yeon de Kara                                                        |
| 2011  | Happy Together 3             | KBS        | Invité | Épisode 177 avec les membres du casting de Dream High                              |
| 2011  | Star Date                    | KBS        | Invité |                                                                                    |
| 2011  | Entertainment Weekly         | KBS        | Invité |                                                                                    |
| 2011  | Section TV                   | MBC        | Invité |                                                                                    |
| 2011  | One Night TV Entertainment   | SBS        | Invité |                                                                                    |
| 2012  | Taxi                         | tvN        | Invité | Épisode 233                                                                        |
| 2012  | Taxi                         | tvN        | Invité | Épisode 234 avec Jung Eun-pyo                                                      |
| 2012  | Section TV                   | MBC        | Invité |                                                                                    |
| 2012  | Star Date                    | KBS        | Invité |                                                                                    |
| 2012  | One Night TV Entertainment   | SBS        | Invité | avec les membres du casting de The Thieves                                         |
| 2012  | Running Man                  | SBS        | Invité | Épisode 102                                                                        |
| 2012  | Star N the City              | XTM        | Invité | Le couple Soo-Su en Nouvelle-Zélande (photoshoot pour Bean Pole Outdoor avec Suzy) |
| 2013  | Entertainment Weekly         | KBS        | Invité | avec Park Ki-woong et Lee Hyun-woo                                                 |
| 2013  | Running Man                  | SBS        | Invité | Épisode 147 avec Lee Hyun-woo                                                      |
| 2013  | Masterchef Korea Season 2    | Olive TV   | Invité | Épisode 8                                                                          |
| 2014  | The Brain                    | Jiangsu TV | Invité | Épisode 11 avec Cecilia Cheung et Tao Ching-Ying                                   |
| 2014  | Bring You To The Stars       | Jiangsu TV | Invité | Épisode 1                                                                          |
| 2015  | Stars From Korea             | Sohu TV    | Invité |                                                                                    |

## Discographie
| 2011                                                                                        | "Dream High (드림하이)" (avec JOO, Taecyeon, Suzy, Wooyoung) | 23  | —  | Dream High: Original Sound Track             |
| 2011                                                                                        | "Dreaming"                                                   | 3   | —  | Dream High: Original Sound Track             |
| 2011                                                                                        | "Crazy4s" (avec Eun-jung)                                    | —   | —  | Pas de sortie d'album                        |
| 2012                                                                                        | "The One and Only You (그대 한 사람)"                        | 2   | 2  | Moon Embracing the Sun: Original Sound Track |
| 2012                                                                                        | "Another Way (또 다른 길)"                                   | 119 | 38 | Another Way: Secret Version                  |
| 2012                                                                                        | "Marine Boy"                                                 | —   | —  | Pas de sortie d'album                        |
| 2012                                                                                        | "Winter Wonderland"                                          | —   | —  | Pas de sortie d'album                        |
| 2014                                                                                        | "In Front of Your House (너의 집 앞)"                        | 3   | 4  | My Love from the Star: Original Sound Track  |
| 2014                                                                                        | "Promise (약속)"                                             | 12  | 13 | My Love from the Star: Original Sound Track  |
| "—" montre qu'aucun classement n'a été atteint ou que ce n'est pas sorti dans cette région. |                                                              |     |    |                                              |

## Récompenses et nominations
| Année | Titre                                                     | Catégorie                                      | Travail nommé          | Résultat   |
| ----- | --------------------------------------------------------- | ---------------------------------------------- | ---------------------- | ---------- |
| 2010  | SBS Drama Awards                                          | New Star Award                                 | Giant                  | Lauréat    |
| 2011  | 6th Asia Model Festival Awards                            | CF Model Award                                 |                        | Lauréat    |
| 2011  | 47th Baeksang Arts Awards                                 | Best New Actor (TV)                            | Dream High             | Nomination |
| 2011  | 47th Baeksang Arts Awards                                 | Most Popular Actor (TV)                        | Dream High             | Nomination |
| 2011  | 5th Mnet 20's Choice Awards                               | Hot Male Drama Star                            | Dream High             | Nomination |
| 2011  | 4th Korea Drama Awards                                    | Best New Actor                                 | Dream High             | Lauréat    |
| 2011  | 4th Korea Drama Awards                                    | Popularity Award                               | Dream High             | Lauréat    |
| 2011  | 4th Style Icon Awards                                     | New Icon Award                                 |                        | Lauréat    |
| 2011  | 27th Korea Best Dresser Swan Awards                       | Best Dresser Male Artist                       |                        | Lauréat    |
| 2011  | SKY PerfecTV! Awards (Japon)                              | Hallyu Award                                   |                        | Lauréat    |
| 2011  | KBS Drama Awards                                          | Best New Actor                                 | Dream High             | Lauréat    |
| 2011  | KBS Drama Awards                                          | Popularity Award                               | Dream High             | Lauréat    |
| 2011  | KBS Drama Awards                                          | Best Couple avec Suzy                          | Dream High             | Lauréat    |
| 2011  | Cyworld Digital Music Awards                              | Song of the Month (Février) – Dreaming         | Dream High             | Lauréat    |
| 2012  | 48th Baeksang Arts Awards                                 | Best Actor (TV)                                | Moon Embracing the Sun | Lauréat    |
| 2012  | 48th Baeksang Arts Awards                                 | Most Popular Actor (TV)                        | Moon Embracing the Sun | Nomination |
| 2012  | 5th Nickelodeon Korea Kids' Choice Awards                 | Favorite Actor                                 | Moon Embracing the Sun | Lauréat    |
| 2012  | 6th Mnet 20's Choice Awards                               | 20's Drama Star – Male                         | Moon Embracing the Sun | Lauréat    |
| 2012  | 6th Mnet 20's Choice Awards                               | 20's Blue Carpet Popularity Award              |                        | Lauréat    |
| 2012  | 7th Seoul International Drama Awards                      | Outstanding Korean Actor                       | Moon Embracing the Sun | Nomination |
| 2012  | 7th Seoul International Drama Awards                      | People's Choice Award (Korea)                  | Moon Embracing the Sun | Nomination |
| 2012  | 5th Korea Drama Awards                                    | Grand Prize (Daesang)                          | Moon Embracing the Sun | Nomination |
| 2012  | 39th Korea Broadcasting Prize                             | Best Actor                                     | Moon Embracing the Sun | Lauréat    |
| 2012  | 5th Style Icon Awards                                     | Top 10 Style Icons                             |                        | Nomination |
| 2012  | 3rd Korean Popular Culture & Arts Awards                  | Minister of Culture, Sports & Tourism Award    |                        | Lauréat    |
| 2012  | 21st Buil Film Awards                                     | Best New Actor                                 | The Thieves            | Nomination |
| 2012  | 33rd Blue Dragon Film Awards                              | Best New Actor                                 | The Thieves            | Nomination |
| 2012  | 33rd Blue Dragon Film Awards                              | Popular Star Award                             | The Thieves            | Lauréat    |
| 2012  | 1st K-Drama Star Awards                                   | Excellence Award, Actor                        | Moon Embracing the Sun | Lauréat    |
| 2012  | 3rd Remarkable Awards                                     | Best Actor                                     | Moon Embracing the Sun | Nomination |
| 2012  | 3rd Remarkable Awards                                     | Best Drama OST – The One and Only You          | Moon Embracing the Sun | Nomination |
| 2012  | MBC Drama Awards                                          | Grand Prize (Daesang)                          | Moon Embracing the Sun | Nomination |
| 2012  | MBC Drama Awards                                          | Top Excellence Award, Actor in a Miniseries    | Moon Embracing the Sun | Lauréat    |
| 2012  | MBC Drama Awards                                          | Popularity Award                               | Moon Embracing the Sun | Lauréat    |
| 2012  | MBC Drama Awards                                          | Best Couple Award avec Han Ga-in               | Moon Embracing the Sun | Nomination |
| 2012  | MBC Drama Awards                                          | Best Couple Award avec Jung Eun-pyo            | Moon Embracing the Sun | Nomination |
| 2012  | 10th TVCF Advertising Awards                              | Model of the Year Award                        |                        | Lauréat    |
| 2013  | 49th Baeksang Arts Awards                                 | Most Popular Actor (Film)                      | The Thieves            | Nomination |
| 2013  | 5th Singapore Entertainment Awards                        | Most Popular Korean TV Artiste                 |                        | Nomination |
| 2013  | 6th Style Icon Awards                                     | Top 10 Style Icons                             |                        | Nomination |
| 2013  | 7th Mnet 20's Choice Awards                               | 20's Movie Star – Male                         | Secretly, Greatly      | Nomination |
| 2013  | 17th Puchon International Fantastic Film Festival (PiFan) | Men’s Fantasia Award                           | Secretly, Greatly      | Lauréat    |
| 2013  | 50th Grand Bell Awards                                    | Best New Actor                                 | Secretly, Greatly      | Lauréat    |
| 2013  | Cosmo Beauty Awards (Chine)                               | Dream Icon                                     | Secretly, Greatly      | Lauréat    |
| 2014  | 50th Baeksang Arts Awards                                 | Best New Actor (Film)                          | Secretly, Greatly      | Lauréat    |
| 2014  | 50th Baeksang Arts Awards                                 | Most Popular Actor (Film)                      | Secretly, Greatly      | Lauréat    |
| 2014  | 50th Baeksang Arts Awards                                 | Best Actor (TV)                                | My Love from the Star  | Nomination |
| 2014  | 50th Baeksang Arts Awards                                 | Most Popular Actor (TV)                        | My Love from the Star  | Lauréat    |
| 2014  | 6th Singapore Entertainment Awards                        | Most Popular Korean TV Artiste                 |                        | Nomination |
| 2014  | 9th Seoul International Drama Awards                      | Outstanding Korean Actor                       | My Love from the Star  | Lauréat    |
| 2014  | 9th Seoul International Drama Awards                      | People's Choice Award (Corée)                  | My Love from the Star  | Lauréat    |
| 2014  | 7th Korea Drama Awards                                    | Grand Prize (Daesang)                          | My Love from the Star  | Lauréat    |
| 2014  | 7th Korea Drama Awards                                    | Hallyu Hot Star Award                          | My Love from the Star  | Lauréat    |
| 2014  | 2nd BIFF avec Marie Claire Asia Star Awards               | Asia Star Award                                |                        | Lauréat    |
| 2014  | 7th Style Icon Awards                                     | Top 10 Style Icons                             |                        | Lauréat    |
| 2014  | 8th Tokyo International Drama Festival                    | Best Actor in Asia                             | My Love from the Star  | Lauréat    |
| 2014  | 3rd APAN Star Awards                                      | Top Excellence Award, Actor in a Miniseries    | My Love from the Star  | Lauréat    |
| 2014  | 3rd APAN Star Awards                                      | Hallyu Star Award                              |                        | Lauréat    |
| 2014  | 5th Korean Popular Culture & Arts Awards                  | Prime Minister Award                           |                        | Lauréat    |
| 2014  | NATE Awards                                               | People's Choice Hallyu Star                    |                        | Lauréat    |
| 2014  | NATE Awards                                               | People's Choice Actor                          |                        | Lauréat    |
| 2014  | SBS Drama Awards                                          | Grand Prize (Daesang)                          | My Love from the Star  | Nomination |
| 2014  | SBS Drama Awards                                          | Top Excellence Award, Actor in a Drama Special | My Love from the Star  | Lauréat    |
| 2014  | SBS Drama Awards                                          | Netizen Popularity Award                       | My Love from the Star  | Lauréat    |
| 2014  | SBS Drama Awards                                          | Chinese Netizen Popularity Award               | My Love from the Star  | Lauréat    |
| 2014  | SBS Drama Awards                                          | Top 10 Stars                                   | My Love from the Star  | Lauréat    |
| 2014  | SBS Drama Awards                                          | Best Couple Award avec Jun Ji-hyun             | My Love from the Star  | Lauréat    |
| 2015  | 15th Huading Awards                                       | Global Best Actor in TV series                 | My Love from the Star  | Lauréat    |
| 2015  | 8th Busan International Advertising Festival              | Best Korean spokesmodel in China               |                        | Lauréat    |
| 2015  | 8th Korea Drama Awards                                    | Grand Prize (Daesang)                          | The Producers          | Lauréat    |
| 2015  | 8th Korea Drama Awards                                    | Hallyu Star Award                              | The Producers          | Lauréat    |
| 2015  | 52nd Grand Bell Awards                                    | Popularity Award                               |                        | Lauréat    |
| 2015  | Korean Most Influential People Award                      | Wind from the East (Chine)                     |                        | Lauréat    |